# Blue Jasmine
Blue Jasmine is een tragikomische film uit 2013, geschreven en geregisseerd door Woody Allen. Hoofdrollen worden vertolkt door onder meer Cate Blanchett en Alec Baldwin. De film kwam op 7 augustus 2013 uit in België en op 22 augustus 2013 in Nederland.

## Verhaal
Jasmine behoort tot de upperclass van New York. Ze woont in een enorm huis, geeft bakken geld uit aan chique feestjes en draagt de duurste designerkleding. Werken heeft ze nog nooit hoeven doen, want haar man Hal, een succesvol zakenman, heeft haar al die tijd onuitstaanbaar verwend. Niet alleen haar trouwens, want ook hun (adoptie)zoon is een arrogante kwal, een omhooggevallen balletje dat op Harvard opschept over zijn vader. En dan komt het moment dat alles fout loopt: Haar man ruilt haar in voor de oppas. Ze tipt de FBI maar raakt daardoor haar huis, haar geld, en haar zoon kwijt, en krijgt van dit alles een diepe zenuwinzinking. De enige bij wie ze terechtkan is haar (adoptie)zus Ginger in San Francisco.
Berooid landt Jasmine op de luchthaven van San Francisco. Het enige dat ze nog bezit, is haar Louis Vuitton-kofferset, met wat designerkleding. Nu Jasmine geen geld meer heeft, heeft ze New York verlaten om noodgedwongen - maar nog steeds in Chanel - bij haar zus Ginger te gaan wonen. Jasmine heeft altijd op haar zus neergekeken: ze vond haar eigenlijk nogal dom, ze maakte verkeerde keuzes in het leven en ze viel ook steeds op van die marginale mannen. En toen Ginger ooit eens een weekje met haar man (een bouwvakker) naar New York kwam, moest Jasmine er niet aan dénken vijf dagen lang met haar zus en die man te moeten optrekken. En dat ze nog steeds een beetje op haar zus neerkijkt, laat Jasmine merken ook. Ginger ontvangt Jasmine echter gastvrij en met open armen, ondanks de waarschuwingen van haar (inmiddels) ex-man die de gastvrijheid niet begrijpt. Hij heeft Jasmine altijd een arrogant rotwijf gevonden, want toen ze rijk was, moest ze niets van je weten.
Ginger is inderdaad uit een heel ander hout gesneden. Ze is een inmiddels gescheiden vrouw met twee drukke kinderen, woont in een armoedig appartementje en werkt in de lokale buurtsuper. Ze heeft inmiddels verkering met de directe, maar aimabele automonteur Chili, die heel graag bij haar wil intrekken, maar daarmee moet wachten nu Jasmine bij Ginger komt inwonen. 
Ginger doet haar best om Jasmine te helpen haar leven weer op de rails te krijgen, en dat lijkt aanvankelijk warempel te lukken. Jasmine gaat aan de slag als receptioniste bij een tandarts, en doet een avondcursus computerles, om vervolgens online een cursus binnenhuisarchitectuur te kunnen gaan volgen. Op haar beurt doet Jasmine haar best om haar zus aan het hoofd te zeuren om een betere man te vinden. Jasmine vond de ex-man van Ginger marginaal, en nieuwe vriend Chili is volgens haar geen haar beter. 
Op een dag wordt Jasmine door een medecursiste uitgenodigd voor een feestje thuis. De cursiste is met een advocaat getrouwd, dus Jasmine hoopt op het feestje met mensen (of liever: vrijgezelle mannen) in contact te komen uit de betere kringen. Ze sleept haar zus Ginger mee, en proberen allebei een leuke man aan de haak te slaan. Jasmine ontmoet een charmante rijke man met politieke ambities, en Ginger een vriendelijke middenklasse goedzak met een winkel in elektronica. 
Terwijl we zien hoe Jasmine zich (met behulp van de nodige drank en pillen) aan de nieuwe omstandigheden probeert aan te passen, wordt door middel van flashbacks getoond hoe het leven van Jasmine eruitzag voorafgaand aan die fatale dag waarop alle ellende begon, en welke gebeurtenissen hier kort op volgden. We zien Jasmine in haar glorietijd, met haar gladde echtgenoot Hal, die er duistere financiële zaakjes op nahoudt. Dankzij goede financiële adviseurs weet hij zijn inkomsten met succes uit handen van de fiscus te houden. Jasmine krijgt hier weliswaar genoeg van mee, maar doet alsof haar neus bloedt. Het kunnen genieten van weelde is immers belangrijker, totdat ze ontdekt hoeveel affaires haar man er al die jaren al op nahoudt. Wanneer ze Hal met de affaires confronteert, in het bijzonder met de au pair met wie hij recentelijk stiekem in Parijs was, geeft Hal aan dat hij van deze au pair houdt, en met haar wil trouwen. Dit is voor Jasmine de druppel. Ze besluit wraak te nemen en belt de FBI, om de financiële zaakjes van haar man te verlinken. Hal wordt dezelfde dag nog in de boeien geslagen en een onderzoek volgt. Als gevolg van de veroordeling voor megafraude verhangt Hal zich in zijn cel, nemen de schuldeisers Jasmine alles af wat ze kunnen krijgen, en stopt hun zoon met zijn studie om zich te verstoppen. Hij wil niets meer met zijn ouders te maken hebben. Dit alles veroorzaakt bij Jasmine een zenuwinzinking.
Terug in het heden lijkt het erop dat Jasmine en Ginger het ware geluk hebben gevonden met hun nieuwe mannen. Ginger wordt door haar nieuwe vlam behoorlijk verwend. Ze begint zich duurder te kleden, besprenkelt zich met ladingen parfum, en probeert haar inmiddels ex-vriendje Chili te negeren, die regelmatig wanhopig probeert om Ginger weer bij hem terug te krijgen. Na enkele fijne weken blijkt echter dat die nieuwe man helemaal niet beter is dan de mannen waar ze altijd op viel: hij blijkt getrouwd, en Ginger keert terug bij haar weliswaar marginale, maar eerlijke en leuke man. 
Jasmine heeft haar nieuwe vlam inmiddels met flink wat "leugentjes om bestwil" weten in te palmen (nee, ik heb geen kinderen, mijn man is overleden, ik werk als binnenhuisarchitecte), en wordt door hem ten huwelijk gevraagd. Bij het uitzoeken van de ring lopen ze echter de ex-man van Ginger tegen het lijf, die een boekje over haar opendoet en een groot aantal leugens ontmaskert. Een slechtere timing kan Jasmine zich niet wensen, want haar vriend weet niet meer wie ze is, en verbreekt de verloving. Via de ex-man van Ginger achterhaalt Jasmine het adres van haar zoon vlakbij in Oakland, die ze inmiddels al een paar jaar niet gezien heeft. Hij blijkt inmiddels getrouwd en heeft een kind, maar als Jasmine hem om hulp vraagt, laat hij haar weten dat hij nog steeds niks met haar te maken wil hebben en dat hij haar nooit meer wil zien. Volledig in de war keert Jasmine terug naar het huis van haar zus.
Ginger, nog steeds in de veronderstelling dat haar zus bijna gaat trouwen, is niet verbaasd dat Jasmine die middag nog uit haar huis vertrekt, want nu kan haar vriend Chili eindelijk bij haar intrekken. Jasmine meldt de verbroken verloving niet, maar ploft neer op een bankje in het park, om daar tegen zichzelf te prevelen, zonder enig plan voor de toekomst.

## Prijzen
Cate Blanchett kreeg voor haar rol in de film verschillende prijzen, waaronder:
- Oscar voor Beste Actrice
- Golden Globe voor beste drama-actrice
- BAFTA Award voor beste actrice